# د. جاكسون كولمان
د. جاكسون كولمان (بالإنجليزية: D. Jackson Coleman)‏ هو طبيب أمريكي، ولد في 1934.